# Olsen-banden overgiver sig aldrig
Olsen-banden overgiver sig aldrig er en dansk kriminalkomediefilm fra år 1979. Det er den 11. film i Olsen-banden-serien.
Filmen solgte 934.878 billetter, og den er dermed blandt de bedst sælgende danske film nogensinde. Den er dog kun den 4. mest sete Olsen-banden film.

## Handling
Et indbrud i firmaet Petersen & Johanssons pengeskab mislykkes: Der er ingen kontanter i skabet; kun EDB-bånd og leporellolister. Den gamle direktør er nyligt afgået ved døden og med ham de gamle tider. Den nye direktør har indført ny teknologi og dukker tillige uventet op og tilkalder politiet, hvorefter Egon sættes i fængsel.
I fængslet har Egon, efter at have fulgt et kursus i management og virksomhedsledelse, fået færdigheder i manipulation og vil efter løsladelsen holde sig til lovlige forbrydelser og låne og investere penge i stedet for ulovlige forbrydelser og stjæle penge. Til det formål vil Egon erhverve aktiemajoriteten i det velrenommerede stormagasin Magasin du Nord, der tilhører landets største holdingselskab Daninvest, som gennem lang tid har haft underskud og har sminket regnskaberne for at holde aktiekursen oppe. Egon skal fremskaffe det rigtige regnskab til vekselerer Bang-Johansen og dennes assistent, civiløkonom Hallandsen. Offentliggørelse vil få Daninvests aktier til at styrtdykke på Fondsbørsen, hvorefter Daninvest kan overtages for en slik. Egon vil, efter aftale med sin cellekammerat (Hallandsens forgænger Holm Hansen) til gengæld få overdraget aktiemajoriteten i Magasin du Nord.
Yvonne kommer ret tæt på disse planer, men tænker i begrebet bedstemor, da Børge og Fie venter deres første barn. Hun er overbevist om at varehuset har alt, hvad en baby behøver.
Kuppet hos Daninvest foretages ved hjælp af timing, telefonopkald, en skrivemaskine og en kontorstol og afvikles på 2 minutter og 43 sekunder. Egon tager til Børsen og overdrager det rigtige regnskab til Bang-Johansen, der straks underretter Fondsbørsen, Arbejdsgiverforeningen, LO og "ministeren". Bang-Johansen repræsenterer en gruppe af multinationale selskaber, EMCA, som med politikernes accept vil overtage hele Europas økonomi. Med Daninvest på EMCA's hænder, kan processen endelig sættes i værk. Planen må absolut ikke komme til offentlighedens kendskab.
Hallandsen opretter og gør Egon til indehaver af Olsen Holding, -Invest, -International SA (Société anonyme), -Export, -Import, -Hyacint, -Inc. og GmbH med det formål at håndtere aktierne i Magasin du Nord og undgå skat i Danmark. Aftalen mellem Egon og Holm Hansen var at holde Magasin du Nord fri fra overtagelse af EMCA, men Bang-Johansen efterkommer ikke Egons krav og lader Magasin du Nord lukke, får ministerens underskrift på EMCA-aftalen og skal derefter rejse til Bruxelles for at lægge den i boxanlægget i EF's hovedkvarter. Banden standser dog Bang-Johansens limousine ved hjælp af en frugtvogn og stjæler ved hjælp af en gaffeltruck dokumentkufferten fra bilens bagagerum og tager den tilbage til Hallandsen i Børsen for at bytte den mod Magasin-aktierne. Egon ved tydeligvis for meget; Hallandsen engagerer, på Bang-Johansens ordre, lejemorderen Bøffen til at få Egon til at "forsvinde og blive helt væk". Egon skal sprænges i luften, men reddes af Kjeld og Benny, imens kufferten og dokumenterne tager med Bang-Johansen til boxanlægget i Bruxelles til opbevaring indtil EF-topmødet, som senere skal finde sted i København.
I endnu et forsøg på at sikre sig ejerskabet af Magasin du Nord, rejser banden til EF's hovedkvarter, hvor udnyttelse af bl.a. kulturforskelle, et pornoblad og en sømandsballon giver banden adgang til kufferten i boksanlægget. Også selv om Kjelds medbragte æske med flødeskumskager udløser bombealarm i hovedkvarteret og destrueres.
Tilbage i København tager Egon igen til Hallandsen på Børsen for at bytte kufferten for Magain du Nord. Dét havde Hallandsen ikke ventet og besvimer. Kriminalassistent Jensen ankommer, på Bang-Johansens opfordring, og ransager kontoret. Egon slipper væk, men Jensen finder og genkender EMCA-dokumenterne, orienterer ministeren og bringer dem i sikkerhed i en pansret kuffert på Politigården, hvor den skal forblive indtil mødet med EF-regeringscheferne, som skal finde sted i ministerens private bolig i Hellerup. Nøglen til panserkufferten opbevares i mellemtiden hjemme i ministerens private boks.
Ved at udnytte ministerfruens rengøringsvanvid og svaghed for portvin, stjæler Olsen-banden nøglen til panserkufferten. Endvidere skaffer Benny og Kjeld, under foregivende af at være hhv. journalist og fotograf, en kopi af politiets tidsplan og sikkerhedsforanstaltninger for EF-topmødet. Banden skal bruge en kampvogn for at trænge ubemærket ind i det hermetisk afspærrede område omkring og ind i ministerens bolig og tage EMCA-dokumenterne fra den pansrede kuffert under selve EF-topmødet. Forberedelserne til aktionen afbrydes med beskeden om, at Fie skal til at føde, hvorfor Kjeld tager til fødeklinikken, desværre medbringende en for kuppet kritisk topnøgle i sin jordemodertaske. Benny og Egon henter tasken på fødeklinikken på vejen til det militære øvelsesområde, hvor de under en rygepause skal låne en kampvogn. Benny har desværre fået fat i en ægte jordemodertaske, uden topnøgle, men det lykkes i stedet Egon at åbne kampvognens låge med en fødselstang fra tasken.
Under udnyttelse af spisepausen, brug af moderat vold (som ellers aldrig optræder i bandens arsenal) mod en sikkerhedsvagt og aske på ministerfruens tæppe, lykkes det at stjæle dokumenterne fra panserkufferten. Egon besøger næste dag Hallandsen, men det er for sent. Da de danske dokumenter ikke var til stede ved topmødet, brød forhandlingerne sammen og Danmark er ekskluderet af EF og dokumenterne har dermed mistet deres værdi som forhandlingsobjekt.
I mellemtiden er Børge og Fie blevet forældre til en dreng; lille Kjeld. Benny vælges som gudfar til drengen, mens Egon anholdes for indehavelsen af de af Hallandsen oprettede selskaber, med skatteunddragelse til formål og køres tilbage til fængslet, mens Magasin du Nord genåbner.

## Medvirkende
- Ove Sprogøe – Egon Olsen
- Morten Grunwald – Benny Frandsen
- Poul Bundgaard – Kjeld Jensen
- Kirsten Walther – Yvonne Jensen
- Jes Holtsø – Børge Jensen
- Axel Strøbye – Kriminalassistent Jensen
- Ole Ernst – Politiassistent Holm
- Bjørn Watt Boolsen – Bang Johansen
- Peter Steen – Hallandsen
- Ove Verner Hansen – Bøffen
- Willy Rathnov – Direktør
- Hanne Løye – Sekretær
- Kirsten Norholt – Sekretær
- Søren Steen − EDB-operatør
- Vera Gebuhr − Ministerfrue
- Elin Reimer − Jordemoder
- Arthur Jensen − Parkeringsvagt
- Ejner Federspiel − Vagtmand
- Benny Hansen − Truckfører
- Dick Kaysø − Bøffens håndlanger
- Buster Larsen − Gendarm i EF's hovedkvarter
- Per Pallesen − Hans underordnede
- Lene Brøndum − Fie
- Solveig Sundborg − Vred dame ved telefonboks
- Edward Fleming − Civilbetjent
- John Hahn-Petersen − Politiassistent
- Poul Thomsen − Politibetjent
- Ernst Meyer − Politibetjent
- Søren Strømberg − Bang Johansens chauffør
- Holger Vistisen − EF-embedsmand

## Tysk synkronisering
Ligesom alle øvrige film i serien er Olsen-banden overgiver sig aldrig blevet synkroniseret i DDR af DEFA. Egon, Benny og Kjeld speakes som sædvanligt af Karl Heinz Oppel, Peter Dommisch og Erhard Köster, Yvonne for første gang af Helga Sasse.
I Vesttyskland vistes synkronseringen på ZDF i 1990 under titlen Dänemark wird ruiniert.

## Bemærkninger
- Den i filmen benyttede kampvogn er en M41 Walker Bulldog.
- Jes Holtsø kom efter en pause på to film endnu en gang tilbage til Olsen-banden. Han ses dog kun i to stumme scener.
- Parkeringsvagten, som i slutningen af filmen holder øje med den i bymidten parkerede kampvogn, spilles af Arthur Jensen som allerede havde spillet samme rolle i Olsen-banden deruda'.
- I 1981 produceredes med Olsenbanden gir seg aldri! en norsk nyindspilning.

## Ekstern henvisning
- Olsen-banden overgiver sig aldrig på Internet Movie Database (engelsk)
- Olsen-banden overgiver sig aldrig på Filmdatabasen
- Olsen-banden overgiver sig aldrig på danskefilm.dk
- Olsen-banden overgiver sig aldrig på danskfilmogtv.dk
- Olsen-banden overgiver sig aldrig på Scope
- Olsen-banden overgiver sig aldrig på MovieMeter (nederlandsk)
- Olsen-banden overgiver sig aldrig på AllMovie (engelsk)
- Olsen-banden overgiver sig aldrig hos British Film Institute (engelsk)
- Olsen-banden overgiver sig aldrig på Turner Classic Movies (engelsk)
- Olsen-banden overgiver sig aldrig på The Movie Database (engelsk)
- Olsen-Banden-lokationer